# Valdivienne
Valdivienne è un comune francese di 2 538 abitanti situato nel dipartimento della Vienne nella regione della Nuova Aquitania.

## Società

### Evoluzione demografica
Abitanti censiti